# Tep Hun
Tep Hun (? – 1975) là chính khách, người trồng hoa lan, thẩm phán và Bộ trưởng Bộ Tư pháp Campuchia, trong những năm cuối của chế độ Sangkum Reastr Niyum dưới thời hoàng thân Norodom Sihanouk.
Sau cuộc đảo chính quân sự năm 1970, ông bị đe dọa và buộc phải ngồi vào ghế Phó Tổng thống của Nghị viện Cộng hòa Khmer mới.
Ông đã bị Khmer Đỏ bắt giữ và giết ngay sau khi Phnôm Pênh thất thủ năm 1975.
Ông chính là cha của Tep Vattho (1963–2016) kiến trúc sư, cựu chuyên gia đô thị và giám đốc sở quy hoạch đô thị của Cơ quan Apsara (Cơ quan Bảo vệ Di tích và Quản lý Khu vực Angkor), và là ông nội của David Piot, giám đốc các doanh nghiệp gia đình như Khách sạn Angkor Village, Rạp hát Angkor Village Apsara và công viên nghỉ hưu dành cho voi mang tên Rừng Voi Kulen.